# فيليبي نصر
فيليبي نصر (بالبرتغالية: Felipe Nasr‏) مواليد 21 أغسطس 1992 في برازيليا، هو سائق فورملا 1 برازيلي من أصل لبناني. كان أول سباق له هو جائزة أستراليا الكبرى 2015.

## سباقات شارك فيها
- بطولة فورمولا 3 البريطانية

## روابط خارجية
- فيليبي نصر على موقع Racing-Reference.info (الإنجليزية)
- فيليبي نصر على موقع DriverDB.com (الإنجليزية)
- فيليبي نصر على موقع AS.com (الإسبانية)